# Apollo a Marsyas
Apollo a Marsyas (někdy uváděný i jako Apollón a Marsyas, Potrestání Marsya, Apollo trestá Marsya nebo Stahování Marsya z kůže) je obraz italského pozdně renesančního umělce Tiziana. Jde o nejcennější umělecké dílo na území ČR. Nachází se v obrazárně kroměřížského zámku a patří Arcibiskupství olomouckému. Přesné okolnosti vzniku nejsou známy, odborníci se však shodují, že jde o dílo zralého umělce. Možná je to dokonce jedna z posledních Tizianových prací, kterou vytvořil jako osmdesátník mezi rokem 1570 a smrtí v roce 1576, a může být nedokončená, i když na kameni v popředí je částečný podpis.
Obraz znázorňuje, jak je Marsyas, satyr, který drze vyzval boha Apolla na hudební soutěž, zabíjen stahováním z kůže zaživa. Jedná se o jedno z několika pláten s mytologickými náměty podle Ovidia, jež Tizian tvořil ve svých pozdních letech, většinou pro krále Filipa II. Španělského, i když kroměřížský obraz zřejmě nebyl součástí této řady.
Obraz je v Kroměříži od roku 1673 a byl dlouho pozapomenut, protože se nacházel daleko od hlavních sbírek benátské malby. Tudíž „nevstoupil do kritické literatury až do roku 1909“. Ve 30. letech 20. století jej již historici umění „přijali jako důležitou pozdní práci“ Tiziana, ale byl málo znám širší veřejnosti.
Na své první moderní výstavě v zahraničí byl „uvítán s užaslým obdivem“ jako „hvězdná atrakce“ významné výstavy v londýnské Královské akademii roku 1983. Pro většinu diváků byl nový a John Russell jej v New York Times popsal jako „nejúžasnější obraz výstavy“. V úvodu své rozsáhlé analýzy sir Lawrence Gowing napsal, že „celé měsíce – nepřeháním – je Londýn uchvácen kouzlem tohoto mistrovského díla, v němž tragický pocit, který ovládl Tizianovu poezii po dosažení sedmdesátky, dospěl ke krutému a vážnému vyvrcholení. Po většinu hodin ve většině dnů je před ním shluk ohromených a zmatených návštěvníků… Na Akademii se lidé stále ptají a v rádiu seriózní kritici debatují, jak je možné, že se v umění krása nebo velikost může projevit skrze tak děsivě bolestné téma.“

## Popis a téma

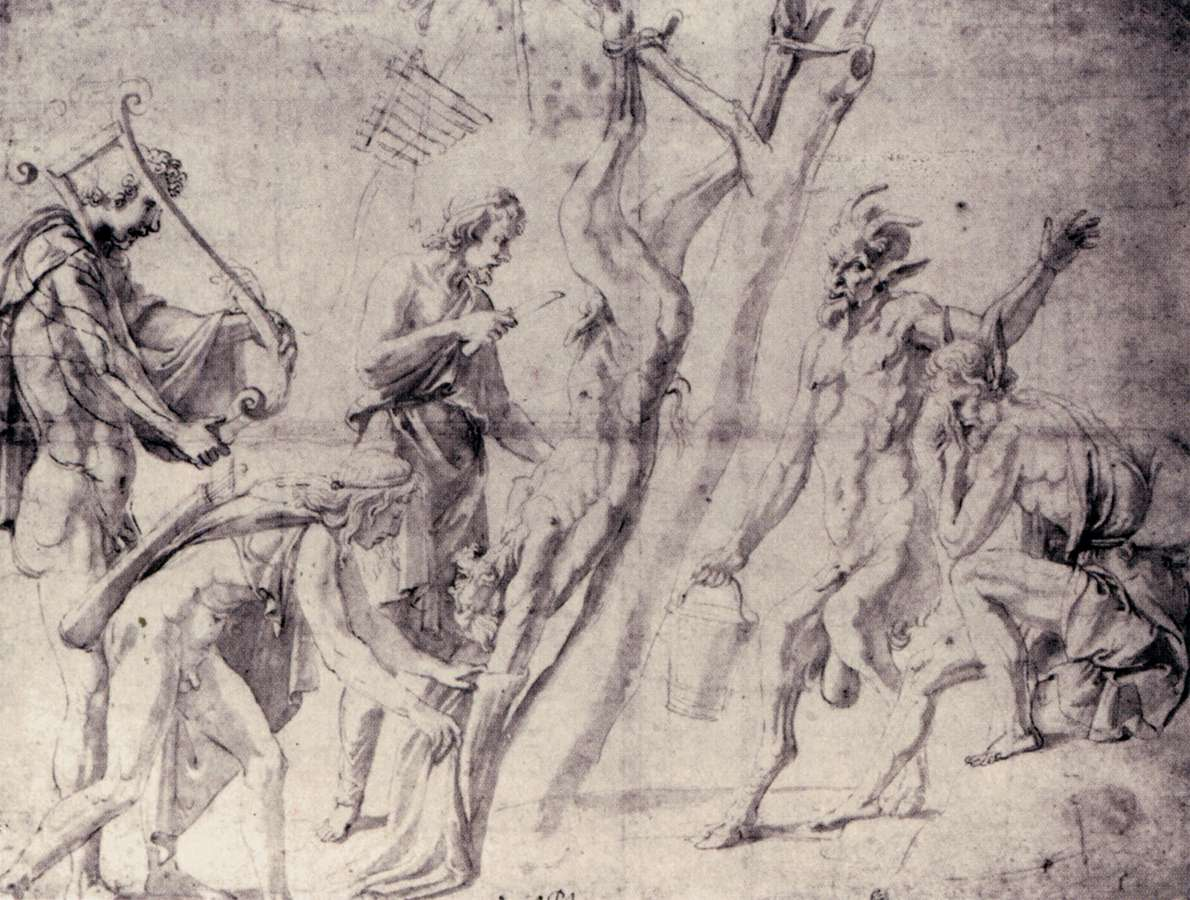
Giulio Romano, skica pro fresku v Mantově, Louvre

Volba násilné scény možná byla inspirována smrtí Marcantonia Bragadina, benátského velitele Famagusty na Kypru. Ten byl po pádu města v srpnu 1571 Osmany stažen z kůže, což v Benátkách způsobilo nesmírné pobouření. Tizianova kompozice je nepochybně odvozena od Giulia Romana z doby o několik desetiletí dříve (viz níže kapitolu Vizuální zdroje).
Oba umělci ilustrují vyprávění z Ovidiových Proměn (kniha 6, verše 382 až 400), které hudební soutěž popisuje jen stručně, ale scéně stahování z kůže se věnuje podrobněji, i když uvádí jen málo údajů, které by ji pomohly vizualizovat. Je zde jen Marsyův výkřik „Quid me mihi detrahis?“, „Proč mě vytrháváš ze mne?“ ve verši VI,385.
Marsyas byl zručný hráč na klasický aulos, neboli dvojitou flétnu, která byla v Tizianových dobách obvykle na obrazech nahrazována Panovou flétnou, jež zde visí Marsyovi ze stromu nad hlavou. Apollo hrál na svou obvyklou lyru, kterou zde představuje moderní lira da braccio, předchůdce houslí s až sedmi strunami. Na obraze na ni hraje postava nejisté totožnosti, kterou někteří učenci považují za samotného Apolla, možná se objevujícího podruhé, protože Apollo je zjevně i postava s vavřínovým věncem, jež kleká a nožem stahuje z kůže Marsyovu hruď. Také se zvažovalo, že hudebník je Orfeus neboli Olympus, oddaný žák Marsyův, kterého Apollo později obrátil na hráče lyry, jak se zmiňuje Ovidius. Mytický král Midas, sedící starý muž vpravo, je často považován za autoportrét malíře. Sestupná linie jeho pohledu na Marsya je rovnoběžná s vzestupnou linií, v které hudebník na druhé straně obrazu hledí k nebi.
Ovidius se vyhýbá otázce, kdo byli rozhodčí soutěže. Ve většině řeckých vyprávění se této role ujaly tři múzy, ale příběh se brzy popletl s jinou bájí, s Midasovým soudem, což se stalo i zde. Midasův soud byla další hudební soutěž, zase lyry proti flétně, ale se samotným Panem hrajícím na flétnu. Samozřejmě, že Apollo zvítězil, ale v některých verzích král Midas upřednostnil flétnu a byl potrestán oslíma ušima, zatímco Pan byl jen ponížen. Sedící postava vpravo má na hlavě korunu, takže je to Midas, ale jeho uši se zdají být nedotčeny. Midasův soud býval také malován. Midas, ve starověku různě spojovaný s hudbou, vládl ve Frýgii v dnešním Turecku, kam byly oba příběhy umístěny. Frýgové nebyli Řeky, dokud se nehelénizovali po výbojích Alexandra Velikého, ale žili na okraji řeckého světa. Člověk s nožem má na hlavě frygickou čapku.

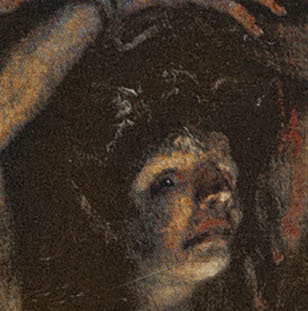
Marsyova hlava (obrácený detail)

Apollovi pomáhá zlověstná „skýtská“ postava vlevo, pracující na Marsyově noze, a satyr s kbelíkem za Midasem, možná chtějící zachytit krev nebo podržet odstraněnou kůži, kterou v některých verzích příběhu Apollo později vyvěsí v chrámu. Malý chlapec nebo mladý satyr krotí velkého psa napravo, zatímco mnohem menší pes chlemtá krev, která dopadla na zem. Jak bylo obvyklé v těch dobách a zvláště v Tizianových dílech, satyr je zobrazen s kozíma nohama. Obrácená pozice kozí části těla zdůrazňuje jeho animalitu a způsobuje, že Marsyas připomíná středně velká zvířata vyvrhovaná nebo stahovaná z kůže v řeznictví. Většina jeho těla se zdá být ještě nestažená, ale Apollo má velký kus oddělené kůže v ruce, která nedrží nůž.
Kompozici Marsyových nohou ve tvaru písmene V odrážejí další tvary V tvořené ohnutými pažemi čtyř nejbližších postav, jež se všechny dívají na satyra. V podobě, v jaké je obraz nyní, je Marsyův pupek téměř přesně uprostřed plátna. Technický průzkum obrazu prokázal, že dva hlavní rozdíly vůči kompozici na obraze Giulia Romana jsou změny, které byly provedeny až nějakou dobu poté, co Tizian začal malovat; původně hudebník svůj nástroj pouze držel, jako je to na Romanově obraze, a chlapec či mladý satyr ani velký pes na obraze nebyli.

## Výklad

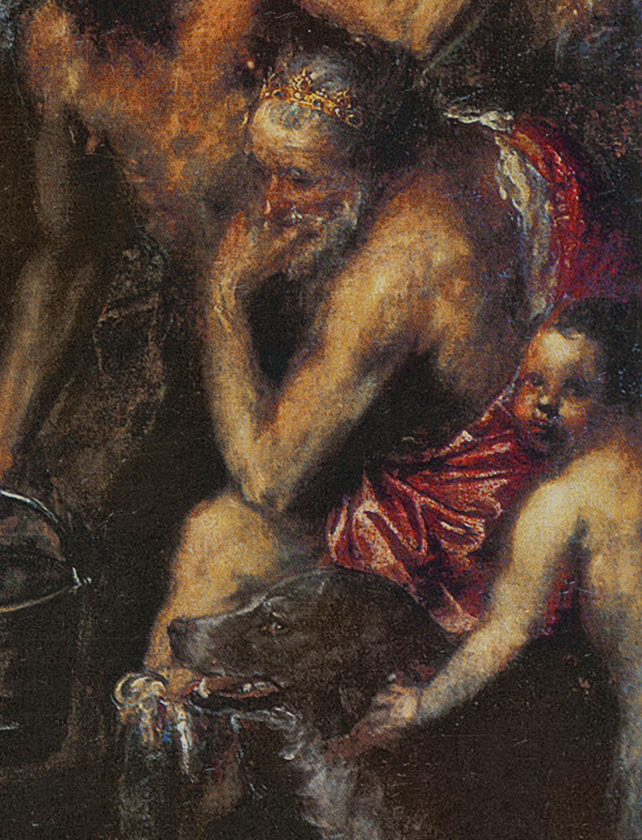
Detail Midase

Mnoho autorů se pokusilo zachytit význam „proslaveně divošské“ malby, která byla navzdory „brutalitě trestu“ považována za mocně fascinující a popsána jako „nejvíce diskutovaný, ctěný a nenáviděný ze všech Tizianových obrazů“. Jedním běžným návrhem bylo, že obraz odráží myšlenky renesančního novoplatonismu o „osvobození ducha z těla“ nebo o získání hlubšího vhledu či větší jasnosti. Takové myšlenky jsou obvykle spojovány s dalším slavným zobrazením stahování z kůže: stažená kůže nesoucí autoportrétní tvář Michelangela, již drží svatý Bartoloměj jako svůj atribut na fresce Posledního soudu v Sixtinské kapli. Jedna z Michelangelových básní využívá hada, který odhazuje starou kůži, jako metaforu naděje na nový život po smrti.
V tomto duchu začal Dante svůj Ráj modlitbou adresovanou Apollovi, jehož prosí: „V má ňadra sestup, dýchej zas v jich půda, / jak učinils, Marsya ve zápasu / když vytáhl jsi z pochvy jeho údů.“ V některých jiných renesančních zobrazeních se Marsyova srstnatá noha jeví jako lidská, když je stahována, a tak je satyr „vykoupen ze zvířeckosti, která ho odsoudila k tomuto strašnému osudu“.
Filozofka a spisovatelka Iris Murdochová byla obzvláště fascinována tímto obrazem, který popsala v jednom rozhovoru jako „největší v západním kánonu“. Zmínila ho ve třech svých románech a někdy o něm diskutují její postavy. Na jejím portrétu, který pro Národní portrétní galerii vytvořil Tom Phillips, zabírá reprodukce Apolla a Marsya většinu zdi za její hlavou. Řekla, že obraz se „stýká s lidským životem a všemi jeho nejednoznačnostmi a všemi jeho hrůzami a děsy a bídou, a zároveň je tam něco krásného; obraz je krásný a souvisí se vstupem duchovna do lidské situace a s blízkostí bohů...“
Běžně se Marsyův příběh vykládá jako ukázka nevyhnutelné katastrofy, která následovala pýchu (hybris) v podobě výzvy určené bohu. Myšlenka soutěže vynucující celkovou morální a uměleckou nadřazenost dvorní lyry nebo moderních strunných nástrojů nad rustikální a frivolní rodinou dechových nástrojů se objevuje v mnoha starověkých pramenech a pravděpodobně si uchovala význam i v 16. století. Gowing komentuje: „Bylo v zájmu řádu a zákona harmonických poměrů, který zní v hudbě strun, že Apollo dosáhl vítězství nad chaotickým a impulzivním zvukem trub.“ Pro Edgara Winda soutěž ukázala „poměr sil dionýsovské temnoty a apollonské jasnosti; a jestliže soutěž skončila stažením Marsya, bylo to proto, že stahování z kůže bylo samo dionýsovským rituálem, tragickým ritem očisty, jímž se odhazuje ošklivost vnějšího člověka a odhaluje krása jeho vnitřního já.“ Jako alternativní výklad bylo zvažováno, že obraz má politický význam, ať už obecný nebo specifický, a zobrazuje „spravedlivý trest“ pyšných protivníků.
Na obraze jsou zastoupeny „tři věky člověka“ (pokud smíme počítat satyry), vlastně jsou vpravo vyrovnány po diagonále. Chlapec nebo mladý satyr se dívá prázdným pohledem na diváka, postavy v nejlepších letech se soustředí na své úkoly s různými výrazy, a starý Midas scénu očividně pozoruje s melancholickou rezignací, ale nepokouší se už zasáhnout.

## Dějiny

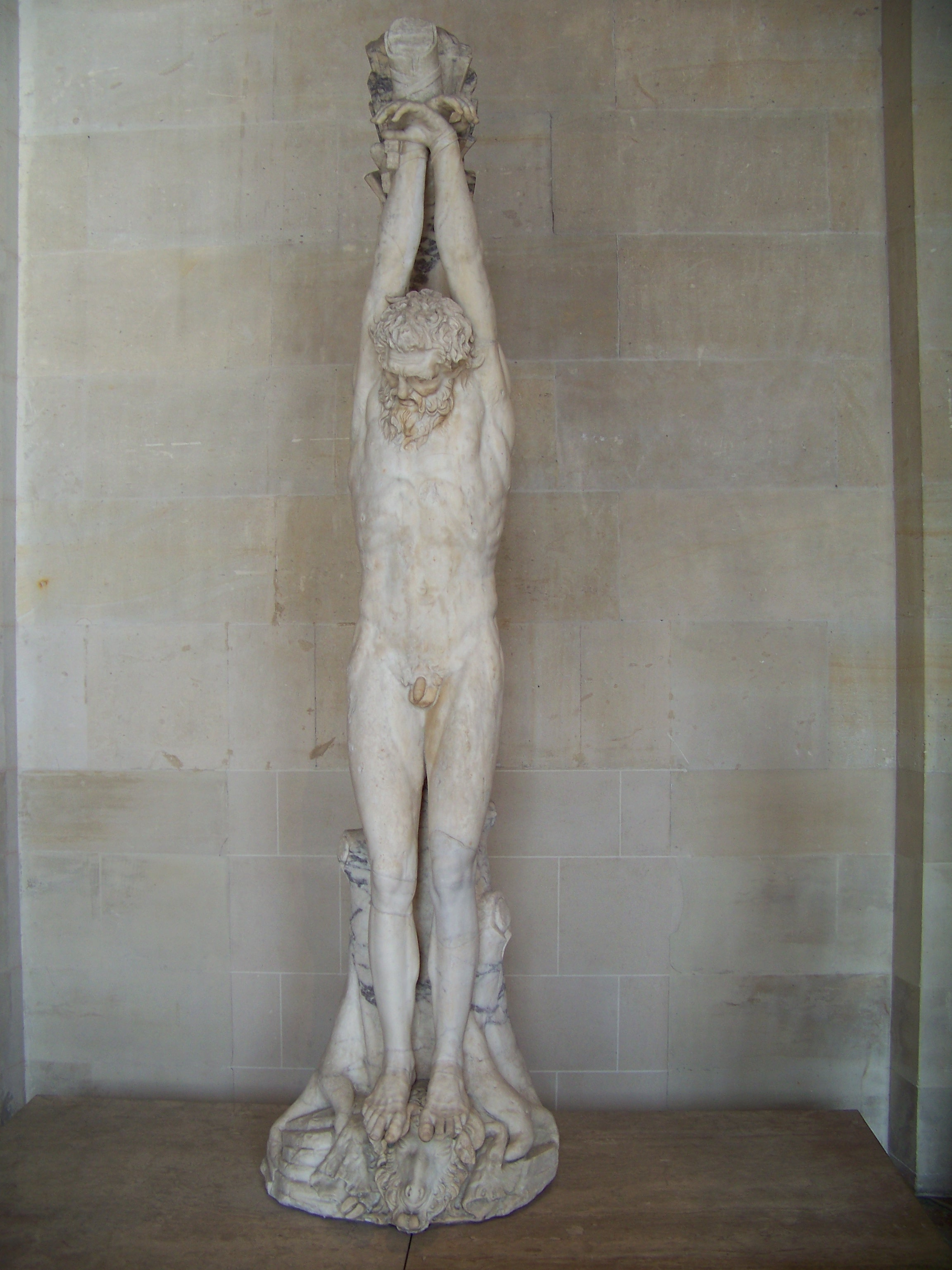
Římská verze helénistického typu postavy Marsya, Louvre

Není známo, zda byla malba určena pro konkrétního příjemce. Hlavním klientem Tiziana v jeho posledních letech byl král Filip II. Španělský, ale tento obraz není v dochované korespondenci zmíněn. Obraz může být také jedním z těch, které zůstaly v Tizianově ateliéru po jeho smrti v roce 1576. Takových existuje celá řada, například Smrt Actaeonova v Národní galerii v Londýně (jistě určená pro Filipa) a vede se spor, zda se mají obecně považovat za dokončené či nikoliv. V tomto případě mohou podpis a detailně dokončené části obrazu naznačovat, že dílo bylo dokončeno. Jiná teorie vzniku díla, již vytvořil Hans Ost, říká, že obraz souvisí se zakázkou, kterou Tizianovi zadala Marie Habsburská pro své sídlo v Binche u Bruselu, z čehož by plynula datace mezi lety 1550–1576. Marie objednala rovněž obrazy na ovidiovská témata. To by ovšem znamenalo, že Tizian Marsyův příběh zpracoval dvakrát a budoucí kroměřížskou verzi si ponechal, protože dochovaná kopie vyobrazení z Binche vypadá jinak.
Nic není známo o historii obrazu předtím, než se roku 1655 objevil v inventáři arundelovské sbírky, tehdy v amsterodamském exilu následkem anglické občanské války. V inventáři uveden je pod číslem 356 jako Titiano – Marsias Scortigato (česky Tizian – Marsyas stahovaný z kůže). Sbírku vytvořili Thomas Howard, 21. hrabě z Arundelu (zemřel 1646) a jeho manželka Alethea Howardová, a její většina byla rozptýlena jejich synem po Aletheině smrti roku 1655. Jádro sbírky vzniklo ve 20. letech 17. století, kdy Howard trávil dlouhý čas v Itálii, a předpokládá se, že obraz byl koupen tam. Podle jedné tradice ho hraběnka Arundelová koupila od umělcova synovce Tizianella v Benátkách roku 1620.
Obraz pak v roce 1655 koupil Franz Imstenraed. Byl synovcem Everharda Jabacha, bankéře z Kolína nad Rýnem, který byl jedním z největších soukromých sběratelů 17. století a byl také agentem kardinála Mazarina a Ludvíka XIV. V 50. letech 17. století byla v Londýně rozptýlena vynikající sbírka Arundelova přítele a krále Karla I. a Jabach se svými zaměstnanci, jednající jménem Ludvíka XIV., tehdy byl jedním z mnoha zahraničních kupců.
V roce 1673 obraz získal jako cenu v loterii hrabě Karel II. z Lichtenštejna-Kastelkornu, biskup olomoucký. Koupil také většinu sbírky bratří Bernharda a Franze Imstenraedových, která zůstává vcelku na zámku Kroměříž, bývalém arcibiskupském sídle, nyní muzeu.
Technické průzkumy ukázaly, že s malbou bylo v minulosti nešetrně zacházeno, byla překládána, přemalovávána a drasticky čištěna žíravinou, což ji místy prodřelo až na plátno. V 17. století obraz měřil asi 225 x 199 cm, ale na konci 18. století byl oříznut v horní a spodní části a rozšířen po stranách, zejména vpravo, přišitím pruhů plátna. V minulosti byl Apollo a Marsyas nejméně šestkrát opravován, v moderní době proběhly tři restaurátorské zásahy: v letech 1902–1903 práce provedl Victor Jasper, 1939–1942 František Petr a 1961–1968 František Sysel. František Sysel také vykonal v rámci oprav důkladný průzkum obrazu a odhalil dosud neznámou signaturu. Syslova analýza i pozdější průzkum Petra, Tomáše a Vlastimila Bergerových provedený technikou infračervené reflektografie prokázaly, že vznik obrazu byl velmi složitý, malíř některá místa mnohokrát přemalovával a lze na nich zjistit i několik desítek barevných vrstev.
Prvním historikem umění, který se obrazem podrobněji zabýval, byl Eugen Dostál roku 1924. Obraz, který označil za „symfonii barevných skvrn“, připsal Tizianovi a navrhl jako pravděpodobnou dobu vzniku roky 1565–1570. Později se obrazu věnovala celá řada interpretů; významný byl přínos Jaromíra Neumanna, jenž počátkem 60. let 20. století nabídl vlivnou obsahovou interpretaci v duchu promyšlené novoplatónsko-křesťanské alegorie, ztotožňující Apolla s Kristem a Midase s člověkem vysvobozovaným z pozemské schrány k vyššímu poznání, a navrhl také hypotézu, že postava Midase je Tizianovým autoportrétem.
V moderní době byl obraz vystaven v Praze poprvé roku 1965, v zahraničí pak v Londýně v letech 1983–1984 a 2003, ve Washingtonu v roce 1986 a dále v Paříži, Vídni, Benátkách a Římě a naposledy v New Yorku jako exponát výstavy nedokončených uměleckých děl Unfinished: Thoughts Left Visible v galerii Met Breuer v roce 2016.

## Vizuální zdroje

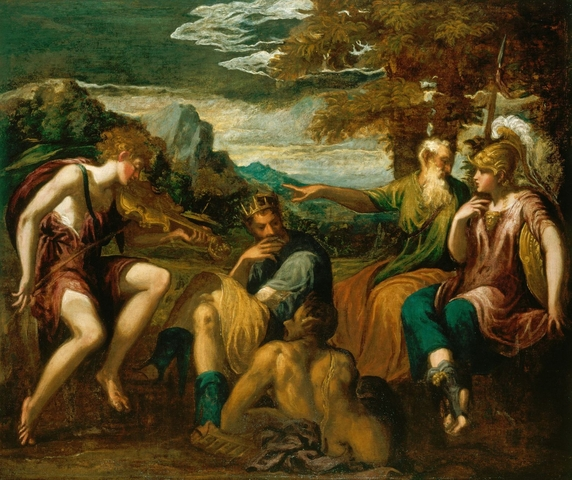
Andrea Schiavone, Midasův soud, Britská královská sbírka, kolem 1548–50

Postava Marsya byla známým tématem římského a helénistického sochařství. Známé je typické zobrazení svázaného satyra visícího s rukama nad hlavou. Pravděpodobně vzniklo v helénistickém Pergamonu a bylo často využíváno v pozdní renesanci; například ho použil Raffael na stropě sálu Stanza della Segnatura ve Vatikánu. Ale tento typ nemá na Tizianovu kompozici přímý vliv.
Mnohem blíž je „ošklivý náčrt pro nyní poškozenou fresku“ od Giulia Romana v paláci Te v Mantově (1524–34), od něhož také pochází kresba v Louvru; to je zjevně hlavní zdroj kompozice kroměřížského obrazu. Skica obsahuje všechny jeho postavy a prvky s výjimkou chlapce a psů, a to zhruba ve stejných pozicích – včetně Marsya uvázaného hlavou dolů, nejspíš poprvé v dějinách umění. Stojící postava vlevo je sluha držící lyru, a ne Tizianův hráč na liru da bracchio. Sedící postava Midase má oslí uši a je zřetelněji otřesena, drží si ruce na obličeji. Apollo, který neklečí, ale sklání se, neřeže, ale stahuje kůži jako oděv.
Midasův soud Andrey Schiavoneho v britské královské sbírce (v roce 2017 byl vystaven v galerii v Kensingtonském paláci) je asi o dvacet let starší, vznikl kolem let 1548–50 a je srovnatelný s Tizianem atmosférou a několika detaily kompozice. Tizian „si také musel vzpomenout na prvky tohoto obrazu: zamyšlený a odtažitý postoj Apolla a Midase i radikálně osvobozený impresionistický štětec, použitý ke zdůraznění dramatické nálady příběhu.“ Apollo tu také hraje na liru da bracchio a Midas, zde s normálníma ušima, se dívá přímo na Pana.
Midas nebo „Midas / Tizian přebírá tradiční melancholickou pózu,“ kterou Tizian znal z Rafaelova předpokládaného portrétu Michelangela jako Hérakleita v Aténské škole a Melancholie I Albrechta Dürera, nemluvě o Schiavonem.

## Technika a styl
Technika malby je typická pro Tizianův pozdní styl. Nicholas Penny uvedl, že „je zde přítomná intenzivní zeleň a modř a červeň (rumělka i karmín) ... po roce 1560 Tizian začal tyto barvy aplikovat jako lazury, často pomocí prstů, takže jen zpola patří k nějaké formě a zdá se, že plavou po povrchu malby: zřejmě je přidával nakonec ... stále vidíme úseky kouřové předběžné malby (zejména přízračné Apollovo tělo), ale krev, jazyky psů a stuhy na stromech jsou zářivě červené.“
Když popisuje skupinu pozdních prací, které považuje za dokončené, včetně tohoto obrazu, a kontrastuje je s Aktaiónovou smrtí, kterou považuje za nedokončenou, Penny poznamenává: „efekt rozostřených částí malby (… neproniknutelné dálky, prosvětlené drobné olistění) je zvýrazněn kontrastem s tvary, které byly detailněji promodelovány, i když jsou stále ještě zčásti malovány nahrubo, a samozřejmě s těmi, které jsou malovány detailně (Midasova koruna…).“ Jsou zde intenzivní důrazy bílou barvou na čepelích nožů, na vědru i jinde, srovnatelné s těmi na obraze Tarquinus a Lukrécie, který Tizian vytvořil roku 1571.
Kromě čistě technických prostředků se mnozí kritici pokoušeli vyjádřit i dopad Tizianovy obrazové řeči v tomto a ostatních pozdních obrazech. Podle Sidneyho Freedburga „povrchy těl stříbřitě září a atmosféra, hustá k nedýchání, je jako doutnající oheň. … Jízlivá groteska se odehrává uprostřed krutosti, ošklivosti a podivnosti obklopené úžasnou krásou; hrůza tu doprovází pocit vznešenosti.“ Pro Johna Steera „nejsou to jednotlivé barvy, které tu hovoří, ale všudypřítomné vyzařování přerývaných dotyků štětce, evokující zelenkavé zlato, které je potřísněno skvrnami červeně jako stříkanci krve, jak se patří k tomuto tématu. Vize a vyjádření se zde sjednotily natolik, že je nelze ani pro účely diskuse oddělit. … Tizianův intenzivní boj o malířské zachycení fyzické reality scény pomocí tónu a barvy je fundamentální součástí smyslu obrazu.“